# قوشچی بایرام‌خواجه (کلیبر)
قوشچی بایرام‌خواجه یکی از روستاهای استان آذربایجان شرقی است که در دهستان آبش‌احمد بخش آبش‌احمد شهرستان کلیبر واقع شده‌است.